# Marius Narmontas
Marius Narmontas (in Kuliai, Rajongemeinde Plungė) ist ein litauischer Umwelt-Politiker, stellv. Umweltminister Litauens.

## Leben
Nach dem Abitur an der Mittelschule Plungė absolvierte Marius Narmontas das Bachelorstudium des Landmanagements an der Klaipėdos universitetas in der litauischen Hafenstadt Klaipėda. Danach studierte er Rechtswissenschaft in der litauischen Hauptstadt Vilnius und arbeitete im Umweltministerium. Ab 2004 war er Beamter in der Verwaltung von Bezirk Vilnius. Seit September 2019 ist er Stellvertretender des Umweltministers Kęstutis Mažeika im Kabinett Skvernelis.
Marius Narmontas ist verheiratet.